# Kolofonium

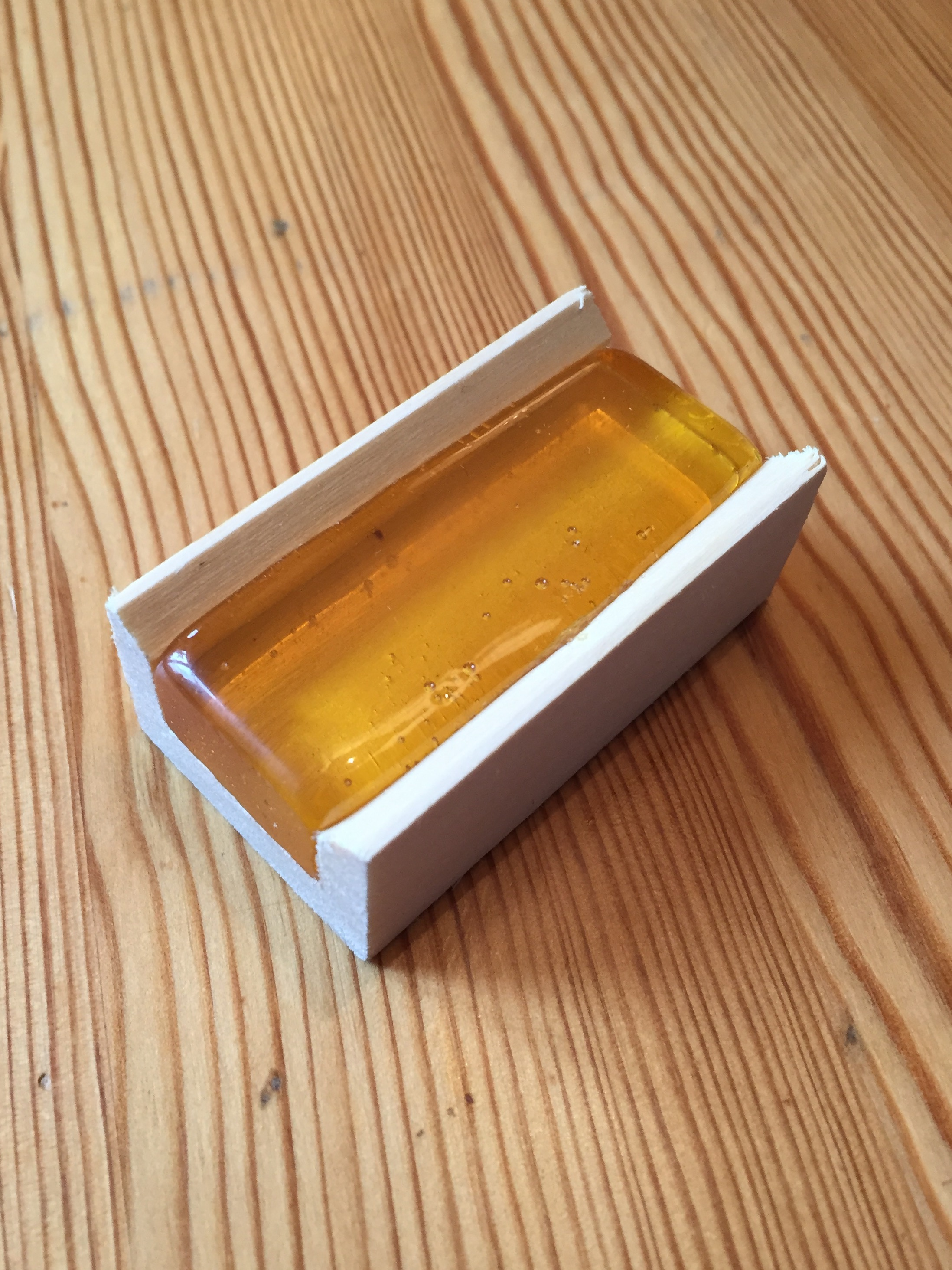
Kolofonium för stråkinstrument

Kolofonium är benämningen på naturharts framställt av terpentinbalsam från barrträd, såsom  tall, gran och lärk. Det används särskilt som stråkharts, men även som flussmedel vid lödning, som mjukningsmedel och klibbmedel.
Idag sker framställningen industriellt, i Sverige främst genom fraktionsdestillering av råtallolja då det är en biprodukt av pappers- och massaindustrin. Tallharts utvinns ur råtallolja och består av olika hartssyror, främst abietinsyra och pimarsyra samt olika derivat av dem. Tallhartssyror kan vidareförädlas genom förestring med olika slags alkoholer, främst glycerol och pentaerytriol. Tallharts och tallhartsestrar är mycket användbara som bindemedel och klibbgivare i olika slags lim, klister, tryckfärg, vägmarkeringsfärg etc.

## Etymologi
Kolofonium har fått sitt namn via latinets förkortning av Colophonia resina (kolofonisk kåda), efter den antika grekiska staden Kolofon i Mindre Asien där kolofonium producerades under antiken.

## Allergi
Man kan vara kontaktallergisk mot hartssyrorna i kolofonium och kan då få kliande utslag och eksem.
Till exempel kan förekomst i tryck på T-shirts ge utslag på ryggen.
Klistret i vanliga plåster innehåller ofta hartssyror; är man överkänslig bör man i stället välja ett plåster med annat klister, exempelvis ett med akryllim.
Enligt astma och allergiförbundets tidning nr 1 2025 har YDMA Yrkes- och miljödermatologiska avdelningen på Skånes universitetsjukhus i Malmö kommit fram till att 75% av försvarets rekryter vid några skånska regementen har  fått kontaktallergi av den den fottejp som används inom försvaret för att förebygga skavsår vid marscher. Kontakallergin  uppstod p.g.a. kolofonium i fottejpen. Detta är allvarligt eftersom kolofonium även innehåller ämnen som gör att man kan bli allergisk mot parfym, dofter och trämaterial.